# Голубянка никий
Голубянка никий, или голубянка чёрно-голубая (лат. Aricia nicias), — вид бабочек из семейства голубянки. Длина переднего крыла 12—14 мм.

## Этимология названия
Никий (греческое, историческое) — афинский политик и полководец VI—V вв. до н. э..

## Ареал и места обитания
Фенноскандия, Пиренеи, Альпы, север и центр европейской части России (северные области европейской части России, северное и центральное Предуралье, Среднее Поволжье), Урал, горы Южной Сибири и Монголии. Вид населяет мелкотравные луга, разнотравные увлажненные луга в тайге, в горах — горно-лёсной пояс. На Кавказе встречается в субальпийских и альпийских лугах.

## Биология
За год развивается одно поколение. Время лёта наблюдается с конца июня по август. Самки откладывают яйца после спаривания по-штучно на цветы, стебли и нижнюю сторону листьев кормового растения гусениц — герани (Geranium). Стадия яйца длится 7 — 10 дней. Гусеницы питаются на листьях, цветковых почках. Зимует на 2 — 3 возрасте в сухих свернутых листьях. Мирмекофильный вид. Куколка находится на почве. Стадии куколки длится 12 — 14 дней.